# Half past selber schuld

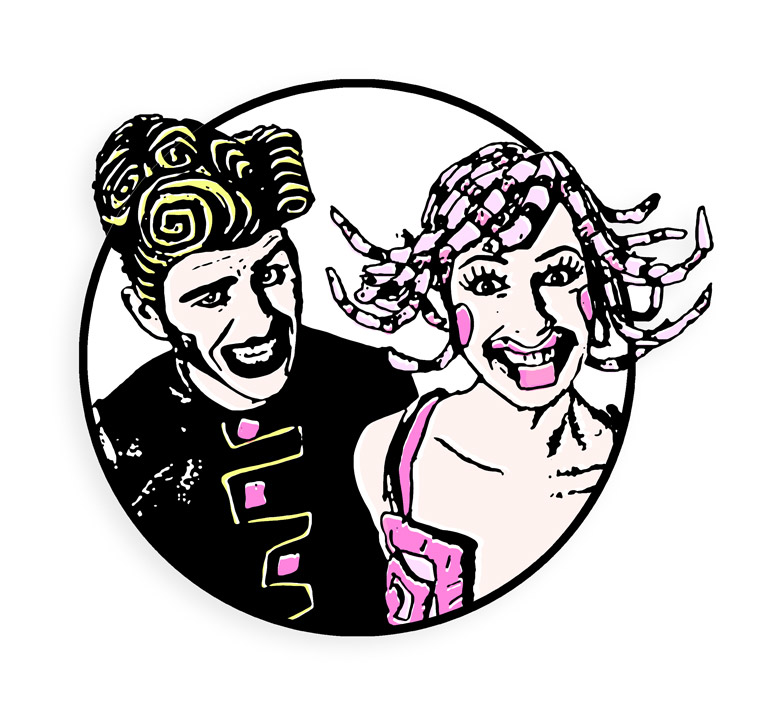
Logo des Künstlerduos: Sir ladybug beetle und Ilanit Magarshak-Riegg in ihrem ersten Bühnencomic „die sündenvergebmaschine“

half past selber schuld ist ein deutsch-israelisches Künstlerduo.

## Geschichte
Das Duo besteht aus der Komponistin und Musikerin Ilanit Magarshak-Riegg und dem Comiczeichner und Autor Frank Römmele alias Sir ladybug beetle. Sie arbeiten als Regisseure, Komponisten, Musiker, Akteure, Trickfilmmacher und Bühnenbildner ihrer Stücke. Beide leben und arbeiten gemeinsam seit 1998 in Düsseldorf.
Gemeinsam mit Rüdiger Testrut, dem Trompeter „Der Popolski Show“, dem Schlagzeuger Dodo NKishi (Mouse on Mars) sowie dem Gitarristen und Tontechniker Lex Parka (u. a. Lee „Scratch“ Perry) traten sie bis 2014 auch als gleichnamige Band auf.
2018 fand im Theatermuseum Düsseldorf die Ausstellung 20 Jahre half past selber schuld statt.
2017–2023 erschien die Theatertrilogie „Wonderland Incorporated“.

## Theaterproduktionen
- die sündenvergebmaschine – 2002, Bühnencomic, 80 min., Förderung: Kulturamt Düsseldorf, Kunststiftung NRW, Land NRW, Koproduktion mit dem Forum Freies Theater (FFT) in Düsseldorf
- Die Tagebücher von Kommissar Zufall – 2004, Bühnencomic, 60 min., Förderung: Kulturamt Düsseldorf, Kunststiftung NRW, Fonds Darstellende Künste, Koproduktion mit dem FFT Düsseldorf
- Das ewige Fußballspiel Mensch gegen Tier – 2005, Game Show, 100 min., Förderung: Kulturamt Düsseldorf, Kunststiftung NRW, Koproduktion mit dem FFT, Düsseldorf
- Barfuß durch Hiroshima – Düsseldorf 2006, Bühnencomic, 60 min.
- Abwärtsbunker – 2009, Bühnencomic, 90 min., Förderung: Kulturamt Düsseldorf, Fonds Darstellende Künste, Land NRW, Stiftung Van Meeteren, Koproduktion mit dem FFT, Düsseldorf
- Auf der Suche nach dem Allerbesten – 2009, Bühnencomic für Kinder, 60 min., Förderung: Kulturamt Düsseldorf, Stiftung Van Meeteren, TakeOff:Junger Tanz, Koproduktion mit dem FFT, Düsseldorf
- Haar in der Suppe – 2011, Bühnencomic für Kinder, 60 min., Förderung: Kulturamt Düsseldorf, Stiftung Van Meeteren, TakeOff:Junger Tanz, Koproduktion mit dem FFT, Düsseldorf
- Die Weltmenschen erobern die Welt – 2012, Bühnencomic, 70 min., Förderung: Kulturamt Düsseldorf, Stiftung Van Meeteren, Land NRW, Fonds Darstellende Künste, Koproduktion mit dem FFT, Düsseldorf
- Polter mischt sich ein – 2013, Bühnencomic für Kinder, 50 min., Förderung: Kulturamt Düsseldorf, Stiftung Van Meeteren, TakeOff:Junger Tanz, Ministerium für Familie, Kinder, Jugend, Kultur und Sport des Landes Nordrhein-Westfalen Koproduktion mit dem Forum Freies Theater, Düsseldorf
- Pinocchio Sanchez – 2015, Bühnencomic, 60 min., Förderung: Kulturamt Düsseldorf, Stiftung Van Meeteren, Land NRW, Fonds Darstellende Künste, Musikförderung: Kunststiftung NRW, Koproduktion mit dem FFT, Düsseldorf und dem Theater im Pumpenhaus, Münster
- God's Little Shop of Horror, Terror and Error – 2015, Bühnencomic, 30 min., im K21 Ständehaus Düsseldorf, Förderung: Kulturamt Düsseldorf
- Kafka in Wonderland (Wonderland Inc. Trilogie, part 1) – 2017, Bühnencomic, 70 min., Förderung: Kulturamt Düsseldorf, Stiftung Van Meeteren, Land NRW, Fonds Darstellende Künste, Koproduktion mit dem FFT, Düsseldorf, dem Internationalen Figurentheaterfestival Nürnberg, Erlangen, Fürth, Schwabach und dem Theater im Pumpenhaus, Münster
- The Last Mortal (Wonderland Inc. Trilogie, part 2)  – 2020, Bühnencomic, 60 min., Förderung: Kulturamt Düsseldorf, Stiftung Van Meeteren, Land NRW, Fonds Darstellende Künste, Koproduktion mit dem FFT, Düsseldorf, dem Internationalen Figurentheaterfestival Nürnberg, Erlangen, Fürth, Schwabach, Fidena und dem Theater im Pumpenhaus, Münster
- What Robots Need to Learn (Wonderland Inc. Trilogie, part 3)  – 2023, Bühnencomic, 70 min., Förderung: Kulturamt Düsseldorf, Stiftung Van Meeteren, Land NRW, Fonds Darstellende Künste, Koproduktion mit dem FFT Düsseldorf, dem Internationalen Figurentheaterfestival Nürnberg, Erlangen, Fürth, Schwabach und dem Theater im Pumpenhaus, Münster
- What´s Wrong with People - 2024, Bühnencomic, 62 min, Förderung: Kulturamt Düsseldorf, Land NRW, Fonds Darstellende Künste, Koproduktion mit dem FFT Düsseldorf, dem Internationalen Figurentheaterfestival Nürnberg, Erlangen, Fürth, Schwabach und dem Theater im Pumpenhaus, Münster

## Veröffentlichungen
Hörspielproduktionen

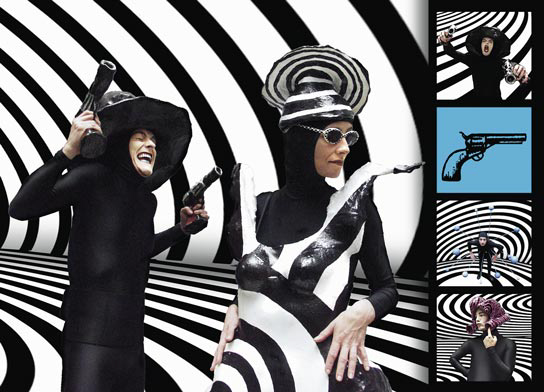
Postkarte Die Tagebücher von Kommissar Zufall: Sir ladybug beetle als Kommissar Zufall, Ilanit Magarshak-Riegg als Asbestos Bella Chic, rechts unten mit lila Perücke: Marko Erak Bonsink

- die sündenvergebmaschine – Hörcomic 2001, 69 min., gefördert durch die Filmstiftung NRW, Hörspiel des Monats April 2002 bei den ARD-Anstalten
- Die Tagebücher von Kommissar Zufall – Hörcomic 2004, 54 min., Produktion: Westdeutscher Rundfunk Köln (WDR)
- Barfuß durch Hiroshima – Hörcomic 2006, 53 min., Produktion: WDR, Adaption des japanischen Manga Klassikers „Hadashi no Gen“ von Keiji Nakazawa
- Abwärtsbunker – Hörcomic 2008, 53 min., Produktion: WDR
- Haar in der Suppe – 2012, Hörspiel für Kinder, 51 min. Produktion WDR Köln

Tonträger

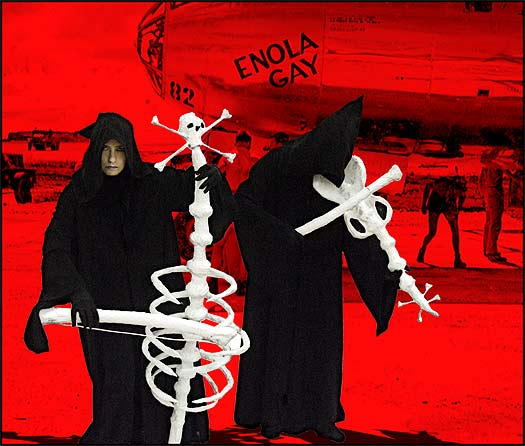
Ilanit Magarshak-Riegg und Sir ladybug beetle in ihrem Bühnencomic „Barfuss durch Hiroshima“

- 2012 – Kinderlieder für Erwachsene (CD)
- 2022 – 30.000 Days (Album zum Download)

Sonstiges
- Celluloid Golem Puppet Film Festival  – 2.–4. November 2018 im Filmmuseum Düsseldorf, erstes internationales Puppenfilmfestival für Erwachsene
- See the World Like a Human being  - Buch, 2022, 192 Seiten, Deutscher Kunstverlag
- What Robots Need to Learn - Soundtrack, 2023
- What´s Wrong with People - Soundtrack, 2024

## Auszeichnungen
- Hörspiel des Monats April 2002
- Förderpreis für Darstellende Kunst der Landeshauptstadt Düsseldorf 2007[1]
- Preis beim Theaterfestival favoriten08: Aufnahme ins Auftrittsnetzwerk („Barfuß durch Hiroshima“)[2]
- Spitzenförderung des Landes NRW 2012 – 2014, 2015 – 2018, 2019 – 2022
- Exzellenzförderung des Landes NRW 2022 – 2025
- Konzeptförderung der Landeshauptstadt Düsseldorf 2015 – 2017, 2018 – 2020
- George Tabori Förderpreis 2013
- Gewinn der RTL-Castingshow Die Puppenstars 2016